# Klíč archivního zdroje
Klíč archivního zdroje (angl. Archival Resource Key, ARK) je trvalým identifikátorem digitálních zdrojů. Je široce používán knihovnami, datovými centry, archivy, muzei, vydavateli a vládními agenturami k poskytování spolehlivých odkazů na vědecké, odborné a kulturní objekty.
Jedná se o specifické URL vytvořené za účelem trvalého a dlouhodobého přístupu k informačnímu zdroji (objektu). Identifikátory ARK jsou určené k identifikaci informačních zdrojů libovolného typu. Vedle digitálních zdrojů mohou identifikovat fyzické objekty (knihy, sochy, archeologické nálezy aj.) nebo nehmatatelné objekty (chemické látky, nemoci, termíny, umělecké výkony aj.).
Cílem tvůrců identifikátoru ARK bylo vytvořit stabilní „jméno“, resp. odkaz (referenci), který by byl trvale spojen s informačním objektem (zdrojem).
Identifikátor ARK byl vyvinut Johnem Kunzem z Kalifornské univerzity, a to v rámci přípravy studie o systémech trvalých identifikátorů, zpracovávané pro Národní lékařskou knihovnu USA (NLM). Text byl zveřejněn poprvé v roce 2001.

## Historie
Kalifornská digitální knihovna (California Digital Library) začala používat ARK v roce 2002 a v roce 2004 vydala software Noid (Nice Opaque Identifiers) pro správu ARK a dalších identifikátorů. Mezi dalšími prvními uživateli ARK byly Portico, Internet Archive a Bibliothèque nationale de France, první z několika frankofonních institucí, které toto schéma přijaly.
V roce 2018 Kalifornská digitální knihovna a DuraSpace oznámily spolupráci, původně nazvanou ARKs-in-the-Open a poté ARK Alliance, s cílem vybudovat mezinárodní komunitu kolem identifikátoru ARK a jeho použití jako trvalého identifikátoru. V lednu 2021 byla tato komunita, která ze spolupráce vzešla, přejmenována na ARK Alliance.
Do roku 2021 se k používání ARK zaregistrovalo přes 700 institucí po celém světě.

## Struktura identifikátoru
https://NMA/ark:/NAAN/Name[Qualifier]
Identifikátor ARK zahrnuje dvě základní části:
- NMA (Name Mapping Authority) - předchází hlavní části - nepovinná a flexibilní část (může být předmětem změny) - obsahuje protokol a jméno serveru zajišťujícím služby, mapující jméno zdroje).
- hlavní část - stabilní a neměnné jméno informačního zdroje (s návěštím "ark:") - schválené a registrované jméno instituce přidělující zbytek kódu ARK (Name Assigning Authority, NAA, zkratka NAAN je číslem této instituce).

Příklad:
- NAAN - 12148, NAA - Bibliothèque national de France (Gallica)
- NAAN - 13030, NAA - California Digital Library (Kalifornská digitální knihovna)

Struktura identifikátoru ARK:
Hlavní částí je stabilní a neměnné jméno informačního zdroje (je uvozeno návěštím-zkratkou „ark:“). Hlavní části předchází nepovinná a flexibilní část, která se může stát předmětem změny (bude obsahovat jméno serveru, který zajišťuje potřebné služby).
V pořadí první část identifikátoru (celého „URL“) zahrnuje protokol a jméno serveru, který bude mapovat jméno zdroje (Name Mapping Authority, NMA). Jde o „akční“ (v rámci webového prohlížeče klikatelnou) část celého identifikátoru. (V aktuálně platné verzi je uvedeno modifikované pojmenování serveru - „Name Mapping Autority Hostport (NMAH))“.
Druhá (hlavní) část je uvozena návěštím včetně syntaktické dvojtečky - „arc:“. Následuje schválené a registrované jméno instituce či organizace, která přiděluje zbytek kódu celého identifikátoru ARK (Name Assigning Authority, NAA; zkratka NAAN znamená číslo této instituce či organizace).
Jméno informačního objektu (Name) a popřípadě i jeho kvalifikátor (Qualifier) lze generovat pomocí libovolného generátoru (softwaru), který bude vyhovovat specifikacím identifikátoru ARK. K dispozici je také software „noid“ (nice opaque identifiers), který je možné získat zdarma po registraci na Kalifornské univerzitě.

## Aplikace
Identifikátory ARK mohou být přiřazeny čemukoli digitálnímu, fyzickému nebo abstraktnímu. Níže jsou uvedeny příklady, jak je v roce 2020 nahlásila ARK Alliance:
- genealogické záznamy (8 miliard FamilySearch)
- obsah vydavatele (100 milionů Portico)
- vědecké záznamy (22 milionů INIST)
- naskenované texty (20 milionů Internet Archive)
- bibliografické záznamy (15 milionů hlavní katalog BnF)
- muzejní exempláře (11 milionů a směřuje ke 100 milionům Smithsonian)
- dokumenty, které ovlivňují veřejné zdraví (15 milionů knihovna UCSF -The Industry Documents Library)
- digitalizované dokumenty a objekty (5 milionů BnF Gallica)
- historické osoby, rodiny a organizace (4 miliony SNACC)
- pomůcky pro vyhledávání a speciální sbírky (4 miliony Merritt - University of California)
- mapy zdrojů (1,5 milionu RMap Hub)
- vzdělávací zdroje (1,1 milionu University of Utah)
- výtvarné umění (483 000 muzeum Louvre)
- historické mapy (334 000 knihovny Princetonské univerzity)
- slovníkové termíny (9 000 Periodo, YAMZ)